# Championnat d'Argentine de football 1971
Navigation
Saison précédente Saison suivante
La saison 1971 du Championnat d'Argentine de football était la 41e édition professionnelle de la première division argentine.
La saison argentine comporte deux championnats. Dans le championnat Metropolitano, les 19 clubs sont regroupés en une poule unique où chaque formation rencontre deux seules fois tous ses adversaires, à domicile et à l'extérieur. Le championnat Nacional regroupe les clubs non-relégués ainsi que les 11 vainqueurs des championnats régionaux, les équipes sont réparties en deux poules de 14 où elles s'affrontent deux fois. Une phase finale pour le titre oppose les deux premiers de chaque poule. Il peut donc y avoir deux champions par saison.
Le club du Independiente remporte à nouveau le championnat Metropolitano, c'est le 10e titre de l'histoire du club. Le championnat Nacional voit la victoire du club de Rosario Central qui gagne là le premier championnat de son histoire.

## Les 19 clubs participants
| \| Buenos Aires La Plata Santa Fe Rosario \| Villes représentées lors de la saison 1971 (Championnat Metropolitano) |
| Buenos Aires La Plata Santa Fe Rosario                                                                              |

- Boca Juniors
- San Lorenzo de Almagro
- River Plate
- Racing Club
- Independiente
- Rosario Central
- Gimnasia y Esgrima (La Plata)
- Huracán
- Chacarita Juniors
- Vélez Sársfield
- Argentinos Juniors
- Estudiantes (La Plata)
- Atlanta
- Newell's Old Boys (Rosario)
- Banfield
- Platense
- Colón (Santa Fe)
- Los Andes
- Ferro Carril Oeste - Promu de Segunda División

## Première phase

### Championnat Metropolitano
Tous les classements sont établis en utilisant le barème suivant :
- Victoire : 2 points
- Match nul : 1 point
- Défaite, forfait ou abandon : 0 point

| Rang | Équipe                        | Pts | J  | G  | N  | P  | Bp | Bc | Diff |
| ---- | ----------------------------- | --- | -- | -- | -- | -- | -- | -- | ---- |
| 1    | Independiente T               | 50  | 36 | 20 | 10 | 6  | 57 | 26 | +31  |
| 2    | Vélez Sársfield               | 49  | 36 | 20 | 9  | 7  | 77 | 42 | +35  |
| 3    | Chacarita Juniors             | 46  | 36 | 17 | 12 | 7  | 49 | 35 | +14  |
| 4    | Newell's Old Boys (Rosario)   | 44  | 36 | 18 | 8  | 10 | 74 | 47 | +27  |
| 5    | San Lorenzo de Almagro        | 44  | 36 | 18 | 8  | 10 | 75 | 52 | +23  |
| 6    | River Plate                   | 39  | 36 | 14 | 11 | 11 | 60 | 52 | +8   |
| 7    | Ferro Carril Oeste P          | 38  | 36 | 15 | 8  | 13 | 49 | 49 | 0    |
| 8    | Boca Juniors                  | 36  | 36 | 16 | 4  | 16 | 59 | 52 | +7   |
| 9    | Huracán                       | 35  | 36 | 12 | 11 | 13 | 46 | 54 | -8   |
| 10   | Rosario Central               | 34  | 36 | 11 | 12 | 13 | 48 | 51 | -3   |
| 11   | Racing Club                   | 34  | 36 | 10 | 14 | 12 | 56 | 64 | -8   |
| 12   | Gimnasia y Esgrima (La Plata) | 34  | 36 | 10 | 14 | 12 | 51 | 62 | -11  |
| 13   | Estudiantes (La Plata)        | 32  | 36 | 11 | 10 | 15 | 41 | 55 | -14  |
| 14   | Colón (Santa Fe)              | 31  | 36 | 10 | 11 | 15 | 58 | 73 | -15  |
| 15   | Atlanta                       | 30  | 36 | 11 | 8  | 17 | 45 | 57 | -12  |
| 16   | Argentinos Juniors            | 29  | 36 | 9  | 11 | 16 | 43 | 56 | -13  |
| 17   | Banfield                      | 29  | 36 | 6  | 17 | 13 | 36 | 54 | -18  |
| 18   | Los Andes                     | 27  | 36 | 9  | 9  | 18 | 38 | 57 | -19  |
| 19   | Platense                      | 23  | 36 | 6  | 11 | 19 | 42 | 66 | -24  |

|  | Qualification pour le barrage pré-Copa Libertadores 1972 |
|  | Relégation directe en Segunda Division                   |
|  | T : Tenant du titre P : Promu de Segunda Division        |

## Deuxième phase

### Championnat Nacional
| \| Buenos Aires La Plata Rosario Santa Fe Córdoba Mendoza San Juan Tucumán Salta Sgo. del Estero Barranqueras Posadas Mar del Plata Bahía Blanca Comodoro Rivadavia \| Villes représentées lors de la saison 1971 (Championnat Nacional) |
| Buenos Aires La Plata Rosario Santa Fe Córdoba Mendoza San Juan Tucumán Salta Sgo. del Estero Barranqueras Posadas Mar del Plata Bahía Blanca Comodoro Rivadavia                                                                         |

Tous les clubs ayant participé au championnat Metropolitano (excepté les deux clubs relégués) et les 11 meilleures équipes régionales sont réparties en deux poules où les clubs s'affrontent deux fois, à domicile et à l'extérieur. Les deux premiers de chaque poule sont qualifiés pour la phase finale pour le titre.

Les formations venant des championnats régionaux sont indiquées en italique.

#### Poule A
| Rang | Équipe                        | Pts | J  | G  | N | P  | Bp | Bc | Diff |
| ---- | ----------------------------- | --- | -- | -- | - | -- | -- | -- | ---- |
| 1    | Independiente                 | 24  | 14 | 10 | 4 | 0  | 31 | 13 | +18  |
| 2    | Newell's Old Boys (Rosario)   | 23  | 14 | 9  | 5 | 0  | 37 | 10 | +27  |
| 3    | Belgrano (Córdoba)            | 21  | 14 | 9  | 3 | 2  | 28 | 13 | +15  |
| 4    | River Plate                   | 21  | 14 | 8  | 5 | 1  | 26 | 13 | +13  |
| 5    | Argentinos Juniors            | 15  | 14 | 7  | 1 | 6  | 22 | 22 | 0    |
| 6    | Ferro Carril Oeste            | 14  | 14 | 4  | 6 | 4  | 22 | 20 | +2   |
| 7    | Banfield                      | 13  | 14 | 4  | 5 | 5  | 23 | 22 | +1   |
| 8    | Kimberley (Mar del Plata)     | 13  | 14 | 4  | 5 | 5  | 22 | 21 | +1   |
| 9    | San Martin (Mendoza)          | 12  | 14 | 3  | 6 | 5  | 20 | 20 | 0    |
| 10   | Gimnasia y Esgrima (La Plata) | 9   | 14 | 3  | 3 | 8  | 22 | 30 | -8   |
| 11   | Huracán                       | 9   | 14 | 3  | 3 | 8  | 19 | 27 | -8   |
| 12   | Juventud Antoniana (Salta)    | 8   | 14 | 3  | 2 | 9  | 23 | 30 | -7   |
| 13   | Don Orione (Chaco)            | 8   | 14 | 4  | 0 | 10 | 16 | 34 | -18  |
| 14   | Huracán (Comodoro Rivadavia)  | 3   | 14 | 1  | 1 | 12 | 11 | 55 | -44  |

|  | Qualification pour la phase finale |

#### Poule B
| Rang | Équipe                                | Pts | J  | G | N | P | Bp | Bc | Diff |
| ---- | ------------------------------------- | --- | -- | - | - | - | -- | -- | ---- |
| 1    | Rosario Central                       | 21  | 14 | 9 | 3 | 2 | 27 | 13 | +14  |
| 2    | San Lorenzo de Almagro                | 20  | 14 | 8 | 4 | 2 | 37 | 19 | +18  |
| 3    | Boca Juniors T                        | 20  | 14 | 8 | 4 | 2 | 34 | 17 | +17  |
| 4    | Gimnasia y Esgrima (Mendoza)          | 19  | 14 | 7 | 5 | 2 | 28 | 21 | +7   |
| 5    | Atlanta                               | 16  | 14 | 6 | 4 | 4 | 25 | 17 | +8   |
| 6    | Vélez Sársfield                       | 16  | 14 | 5 | 6 | 3 | 21 | 20 | +1   |
| 7    | Estudiantes (La Plata)                | 12  | 14 | 4 | 4 | 6 | 22 | 19 | +3   |
| 8    | Racing Club                           | 12  | 14 | 4 | 4 | 6 | 20 | 21 | -1   |
| 9    | Chacarita Juniors                     | 12  | 14 | 5 | 2 | 7 | 16 | 20 | -4   |
| 10   | Colón (Santa Fe)                      | 12  | 14 | 3 | 6 | 5 | 21 | 26 | -5   |
| 11   | San Martín (Tucumán)                  | 12  | 14 | 4 | 4 | 6 | 22 | 30 | -8   |
| 12   | Guaraní Antonio Franco (Posadas)      | 10  | 14 | 3 | 4 | 7 | 18 | 26 | -8   |
| 13   | Central Córdoba (Santiago del Estero) | 9   | 14 | 3 | 3 | 8 | 17 | 33 | -16  |
| 14   | Huracán (Bahía Blanca)                | 6   | 14 | 2 | 4 | 8 | 7  | 25 | -18  |

|  | Qualification pour la phase finale                                |
|  | T : Tenant du titre (CL) : Vainqueur de la Copa Libertadores 1971 |

#### Phase finale
|  | Demi-finales                  | Demi-finales           |                 |       | Finale | Finale |
|  | Demi-finales                  | Demi-finales           |                 |       | Finale | Finale |
|  |                               |                        |                 |       |        |        |
|  |                               |                        |                 |       |        |        |
|  |                               |                        |                 |       |        |        |
|  | Rosario Central               | 1                      |                 |       |        |        |
|  | Rosario Central               | 1                      |                 |       |        |        |
|  | Newell's Old Boys (Rosario)   | 0                      |                 |       |        |        |
|  | Newell's Old Boys (Rosario)   | 0                      | Rosario Central | 2     |        |        |
|  |                               |                        | Rosario Central | 2     |        |        |
|  |                               | San Lorenzo de Almagro | 1               |       |        |        |
|  | Independiente                 | San Lorenzo de Almagro | 1               | 2 (8) |        |        |
|  | Independiente                 |                        |                 | 2 (8) |        |        |
|  | San Lorenzo de Almagro t.a.b. | 2 (9)                  |                 |       |        |        |
|  | San Lorenzo de Almagro t.a.b. | 2 (9)                  |                 |       |        |        |

- Rosario Central se qualifie pour la Copa Libertadores 1972, San Lorenzo de Almagro participe au barrage pré-Libertadores.

#### Barrage pré-Libertadores
Le vainqueur du tournoi Metropolitano et le finaliste du tournoi Nacional s'affronte afin de savoir quel club va accompagner Rosario Central lors de la prochaine édition de la Copa Libertadores. Le barrage se joue sur un match simple, disputé sur terrain neutre, celui du club de Boca Juniors.
| Équipe 1      | Résultat | Équipe 2               |
| ------------- | -------- | ---------------------- |
| Independiente | 1 - 0    | San Lorenzo de Almagro |

## Bilan de la saison
| Championnat d'Argentine de football 1971                             |                                                                                  |
| Champion                                                             | Metropolitano : Independiente (10e titre) Nacional : Rosario Central (1er titre) |
| Qualifications continentales                                         |                                                                                  |
| Copa Libertadores 1972                                               | Rosario Central                                                                  |
| Copa Libertadores 1972                                               | Independiente                                                                    |
| Promotions et relégations                                            |                                                                                  |
| Promus en Championnat d'Argentine de football                        | Lanús                                                                            |
| Relégués en Championnat d'Argentine de football de deuxième division | Los Andes                                                                        |
| Relégués en Championnat d'Argentine de football de deuxième division | Platense                                                                         |